# Frederic Littman
Frederic Littman (Hidegszamos, Kolozs vármegye, Osztrák–Magyar Monarchia, 1907 – Portland, Oregon, Amerikai Egyesült Államok, 1979) magyar-amerikai szobrász, Oregon művészeti oktatásának jelentős alakja. Legtöbbször Pietro Belluschi olasz építésszel együtt dolgozott.

## Élete
Budapesten a Magyar Képzőművészeti Egyetemen, majd a párizsi Julian Akadémián tanult. 1931-ben a Salon d’Automne kiállítója volt; kezdetben a Beaux-Arts de Paris, majd 1934-től Charles Malfray alatt az Académie Ranson oktatója lett. Itt ismerte meg feleségét, Marianne Gold szobrászt.
Zsidóként 1940-ben feleségével az USA-ba menekültek, ahol az ohiói Antioch Egyetem, majd az oregoni Reed Főiskola oktatói lettek. Később elváltak, de barátok maradtak.
Littman később a Portlandi Művészeti Múzeum Múzeumi Művészeti Intézetének (ma Északnyugat-csendes-óceáni Művészeti Főiskola), majd 1973-tól nyugdíjba vonulásáig a Portlandi Állami Egyetem oktatója volt. Nevezetes diákjai között volt Manuel Izquierdo.

## Munkái
- Nyolc darab, Oregon iparágait ábrázoló márványmatrica a salemi Első Nemzeti Bank épületén (Belluschival; 1947-ben készült, 2017-ben felújították)[4]
- A portlandi Sioni evangélikus templom rézteteje (Belluschival, 1950)[5]
- I. világháborús emlékmű a Marion megyei Törvényszék épületén (Belluschival, 1954-ben felavatva)
- Pioneer Woman, portlandi bronzszobor (1956)
- Sedes Sapientiae (A bölcsesség széke), ólom dombormű (Portlandi Egyetem, 1958)
- A portlandi Izrael háza zsinagóga rózsaablakai és bronzajtói (1960)[5]
- Farewell to Orpheus, bronzszökőkút (Portlandi Állami Egyetem, 1968)

## Fordítás
- Ez a szócikk részben vagy egészben  a   Frederic Littman című angol Wikipédia-szócikk ezen változatának fordításán alapul.  Az eredeti cikk szerkesztőit annak laptörténete sorolja fel. Ez a jelzés csupán a megfogalmazás eredetét és a szerzői jogokat jelzi, nem szolgál a cikkben szereplő információk forrásmegjelöléseként.